# Selvagem Indústria e Comércio

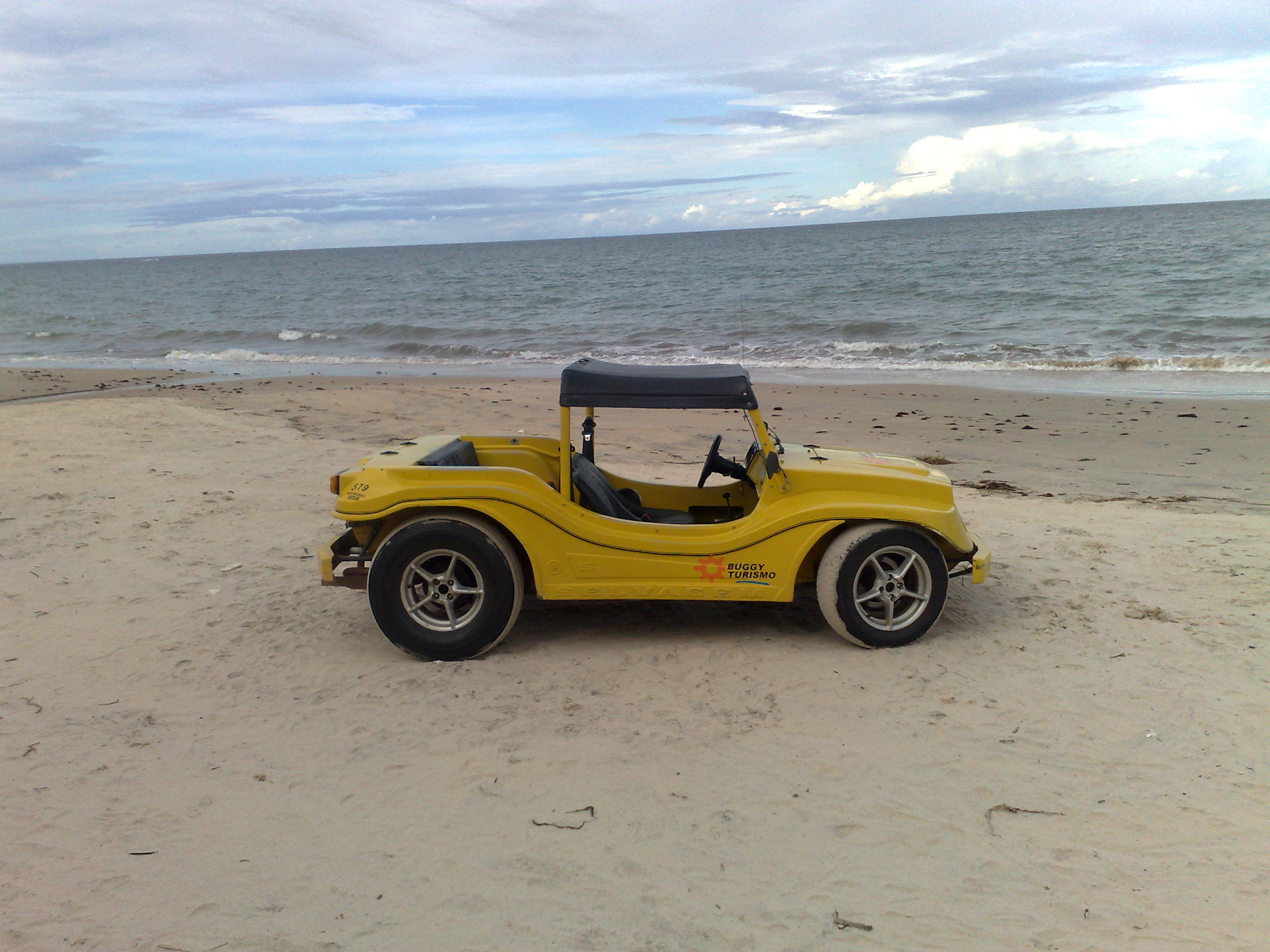
Selvagem Buggy

Selvagem Indústria & Comércio Ltda., vorher Oliveira & Neves Ltda., ist ein brasilianischer Hersteller von Automobilen.

## Unternehmensgeschichte
Marcos José Oliveira das Neves gründete 1967 das Unternehmen Oliveira & Neves Ltda. in der Nähe von Parnamirim als Autowerkstatt. 1973 begann die Produktion von Automobilen. Der Markenname lautete zunächst ONN. 1976 wurde das Unternehmen von Volkswagen do Brasil als Automobilhersteller anerkannt und erhielt daraufhin neue Fahrgestelle ohne Karosserien von VW geliefert. 1986 erfolgte die Umfirmierung in Selvagem Indústria & Comércio Ltda. Der Markenname änderte sich daraufhin in Selvagem. Seit 1992 fertigt das Unternehmen eigene Fahrgestelle, nachdem die Produktion des VW Käfer in Brasilien eingestellt wurde. Im Gegensatz zu vielen Konkurrenten bietet das Unternehmen keine Kits an.

## Fahrzeuge
Das erste Fahrzeug hatte einen Aufbau aus Rohren auf dem ungekürzten Fahrgestell eines VW Käfer.
Wenig später erschien mit dem ONN-600 ein VW-Buggy. Sein Fahrgestell wurde um 30 cm gekürzt. Die offene türlose viersitzige Karosserie bestand aus Fiberglas. Ein luftgekühlter Vierzylinder-Boxermotor mit wahlweise 1300 cm³ Hubraum oder 1600 cm³ Hubraum war im Heck montiert und trieb die Hinterräder an. Ab 1986 lautete der Name Selvagem und ab den 1990er Jahren Selvagem L.
Anfang der 1990er Jahre ergänzte das neue Modell Selvagem S das Sortiment. Es hatte die gleiche Fahrzeuglänge, aber eckige Scheinwerfer und weitere Änderungen.
Etwa 1992 entstanden auf einem eigenen Fahrgestell ein Kombi sowie ein kleiner Lastkraftwagen mit Frontmotor von VW, die beide Prototypen blieben.
Seit etwa 2001 werden auch wassergekühlte Motoren von VW verwendet.
2004 erschienen die Modelle Sol mit vier Türen und Sol S, die kürzer waren und ohne Türen auskamen. Sie ähnelten mehr dem Jeep. Luft- und wassergekühlte Motoren waren im Heck eingebaut.
2013 kam der HL mit wassergekühltem Heckmotor vom VW Gol dazu.